# Gustav Kunze
Gustav Kunze, född den 4 oktober 1793 i Leipzig, död där den 30 april 1851, var en tysk entomolog och botaniker.
Kunze blev medlem i Wernerian Natural History Society i Edinburgh 1817. Han blev senare professor i zoologi vid Leipzigs universitet och utnämndes 1837 till direktor för universitets botaniska trädgård. År 1851 blev han invald som utländsk medlem i svenska Vetenskapsakademien. Växtsläktet Kunzea är uppkallat efter honom.
Auktorsnamnet Kunze kan användas för Gustav Kunze i samband med ett vetenskapligt namn inom botaniken; se Wikipediaartiklar som länkar till auktorsnamnet.